# Nicolas Véron
Pour les articles homonymes, voir Véron.
Nicolas Véron (né en 1971) est un économiste français, cofondateur du think tank européen Bruegel à Bruxelles, et également chercheur au Peterson Institute for International Economics à Washington.
Véron est diplômé de l'École Polytechnique (X1989) puis de l'École des mines de Paris (1992). Il est également titulaire d'une licence en histoire de l'art de l'Université Paris IV (1994). Après être passé par Saint-Gobain, la Banque Rothschild, la Préfecture de la Région Nord-Pas-de-Calais, et le cabinet de Martine Aubry, alors ministre de l'emploi et de la solidarité, il devient en 2000 directeur financier de Multimania, puis Lycos France. En 2002 il crée la société de conseil ECIF (Études et Conseil pour l'Information Financière) et co-fonde avec Jean Pisani-Ferry le centre de recherche économique européen Bruegel. Depuis 2009 il est également chercheur au Peterson Institute for International Economics à Washington. 
Il est par ailleurs membre du comité de rédaction de la revue Commentaire et administrateur indépendant de la branche produits dérivés (référentiel central) de DTCC, une entreprise d'infrastructure financière gérée sur une base non lucrative.
Ses travaux portent principalement sur les systèmes financiers, la régulation financière européenne et internationale, et les transformations du capitalisme. 

## Publications
- L'Architecture des villes, avec Ricardo Bofill (Odile Jacob, 1995 -  (ISBN 2738103049))
- L'Information financière en crise - comptabilité et capitalisme, avec Matthieu Autret et Alfred Galichon (Odile Jacob, 2004 -  (ISBN 2738114830))
- The Global Accounting Experiment (Bruegel, 2007 -  (ISBN 9789078910022))
- Le grand dérèglement - Chroniques du capitalisme financier (Éditions Lignes de Repères, 2009 -  (ISBN 9782915752465))
- L'Union bancaire, un succès européen (En Temps Réel, 2014 -  (ISBN 9782915897852))
- Europe's Radical Banking Union (Bruegel, 2015 -  (ISBN 9789078910374))
- European Banking Supervision: The First Eighteen Months, avec Dirk Schoenmaker (Bruegel, 2016 -  (ISBN 9789078910411))